# Geerite
La geerite è un minerale. Prende il nome del suo scopritore Adam Geer (1895–1973), di Utica (New York).